# Вільямуелас
Вільямуелас (ісп. Villamuelas) — муніципалітет в Іспанії, у складі автономної спільноти Кастилія-Ла-Манча, у провінції Толедо. Населення — 731 особа (2010).
Муніципалітет розташований на відстані близько 65 км на південь від Мадрида, 25 км на схід від Толедо.

## Демографія
Динаміка населення (INE ):

## Галерея зображень

Розташування муніципалітету у провінції Толедо
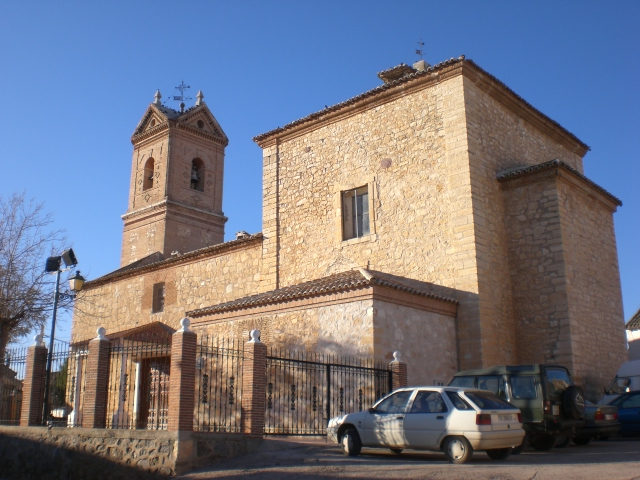
Церква у Вільямуеласі